# De zwarte madam
De zwarte madam is het vijfde stripverhaal uit de reeks van Suske en Wiske. Het is geschreven en getekend door Willy Vandersteen en gepubliceerd in De Nieuwe Standaard en Het Nieuwsblad van 13 februari 1947 tot en met 1 juli 1947. 
De eerste albumuitgave was in 1949, destijds in de Vlaamse ongekleurde reeks. Het verhaal kreeg hierin nummer 6 (het werd pas in albumvorm uitgebracht ná De koning drinkt en Prinses Zagemeel). In 1973 verscheen het opnieuw in de Vierkleurenreeks, met nummer 140. Later is het nog eens uitgebracht in Strip Klassiek en Suske en Wiske Klassiek.

## Locaties
- België, de Schelde, Antwerpen, kathedraal, Het Steen, dierentuin, Quinten Metsys-waterput, Brugge met Belfort, Kortrijk met Belfort en de Broeltorens aan de Leie (rivier), politiebureau, Gent met St-Niklaaskerk, Belfort, St-Baafskathedraal, St-Jacobskerk en friettent, Nederland, molens, Noord-Brabant, Breda, Kasteel Bouvigne, Brussel met grammofoonplatenpaleis (NIR-Flageygebouw), Grote Markt en Stadhuis, Dendermonde met Grote Markt, Stadhuis met Belfort.

## Personages
- Suske, Wiske met Schanulleke, tante Sidonia, Lambik, straatveger, de Zwarte Madam, Kludde, Lange Wapper, man, agenten, douanebeambte, spokenparlement, Sus Antigoon, kermisklant, Marie-Angèle, Yolande.

## Het verhaal
In het huis van tante Sidonia gebeuren vreemde dingen, er komt water uit de gasleiding en de telefoon en uit de kraan komt inkt. Lambik ontdekt dan dat er stroom over de leidingen loopt, wordt geëlektrocuteerd, en hij gaat naar een herberg. Op de terugweg wordt Lambik gevolgd door een zwarte kat, ook ziet hij een straatveger goud van de straat halen. Met blokken goud gaat hij naar tante Sidonia en dan staat de zwarte kat voor de deur. Het beest blijkt te kunnen praten en maakt zichzelf enorm groot. Op zijn uitnodiging gaat Lambik ’s nachts naar Het Steen. Suske en Wiske gaan ongewenst mee, en daarom sluit Lambik ze op in een telefooncel. Om middernacht verandert de kat en Lambik ontmoet de zwarte madam, samen met Kludde en Lange Wapper.
Suske en Wiske kunnen uit de telefooncel ontsnappen en zien een man die zijn bankbiljetten bij het vuilnis zet. Op de radio wordt verteld dat het goud van de Nationale Bank van België verdwenen is. Inmiddels gebeuren er geheimzinnige dingen in het hele land. Lambik komt terug en laat zien dat hij een stoel kan laten bewegen met een toverspreuk, maar hij wil niet vertellen waar hij dit heeft geleerd. Lambik krijgt een briefje van de zwarte madam en vertrekt, maar Suske en Wiske vinden het briefje en lezen dat hij naar Kortrijk gaat. Lambik ontmoet Lange Wapper en Kludde in Kortrijk en weet niet dat zij dynamiet bij het Belfort hebben geplaatst; hij gelooft het verhaal dat de twee de toren weer recht willen zetten. Suske en Wiske zien nog hoe Lambik wordt gearresteerd en ze bevrijden hem even later uit de gevangenis. Hij merkt niet dat de kinderen van de motor afvallen en hun plaats wordt ingenomen door Lange Wapper, hij komt opnieuw in de problemen bij het politiebureau. Suske en Wiske kunnen Lambik opnieuw bevrijden en ze horen dat Lambik denkt dat het drietal België opnieuw wil opbouwen met toverkracht. Lambik wordt achternagezeten door de zwarte madam, die hem nu een verrader vindt, maar ze kan alleen zijn jas pakken, en de bom - die door Kludde in Lambiks zak is gestopt - ontploft. In de krant lezen de vrienden dat er in Antwerpen een standbeeld van Rubens verdwenen is. In Brugge vloog een tram rond het Belfort en in Brussel werd een knoop gelegd in de Kongreskolom. Suske en Wiske brengen Lambik naar Nederland en de geesten verdwijnen om zes uur. De vrienden komen in kasteel Bouvigne bij Breda en merken dat ze ook daar niet veilig zijn. Ze keren terug naar België en de zwarte kat wordt door een wolkje verslagen. ’s Nachts komen de geesten weer bij de vrienden en Lambik en tante Sidonia worden gevangengenomen. Wiske kan de zwarte kat opsluiten in een glazen pot en Lambik wordt meegenomen naar de kelders van Het Steen. De zwarte madam raadpleegt haar toverkristal (glazen bol) en maakt Lambik dronken, Lambik probeert de glazen pot te halen maar Suske en Wiske kunnen hem verslaan.
Het wolkje vertelt Lambik dat hij zich weer moet aansluiten bij Suske en Wiske. Ze gaan op elkaar staan en trekken zijn kleding aan en gaan naar Het Steen. De kinderen worden al snel ontmaskerd, en de zwarte madam wil ze onthoofden, terwijl Sidonia hangend moet toekijken. Sidonia smeekt om ze te sparen, maar de zwarte madam slaat toe. Suske en Wiske denken al dood te zijn, maar bij het toeslaan wordt de zwarte madam zelf getroffen en uitgeschakeld; en worden de kinderen dus niet geraakt. Ze kunnen de geesten verslaan, maar de zwarte kat kan uit de glazen bol ontsnappen en hij verslaat Lambik. De vrienden keren terug naar huis en enkele nachten later gaan de geesten naar het grammofoonplatenpaleis in Brussel. Op de radio wordt een bericht verspreid dat oproept om Lambik te doden om de rust in het land te doen wederkeren; hij zou al het goud gestolen hebben. De zwarte madam verspreidt dit bericht en de vrienden verschansen zich in hun huis. De bevolking valt het huis aan en ze kunnen Lambik ontvoeren. Lambik wordt aan een lantaarnpaal vastgebonden en komt voor een vuurpeloton, maar hij vliegt op de lantaarnpaal naar huis omdat hij zich de toverspreuk herinnerde. Tante Sidonia besluit Lambik in een apenpak te stoppen (ze verwijst naar het avontuur De vliegende aap) en ze brengen hem naar de dierentuin. Suske en Wiske gaan ’s nachts naar Het Steen en volgen de geesten naar de rivier, maar ze worden gezien en vastgebonden in de rivier gegooid. Het wolkje komt langs en hij zet de wijzers van de klok van de kathedraal vooruit waarna de geesten verdwijnen en het wolkje redt de kinderen uit het water. Het wolkje vertelt dat het zich moet klaarmaken voor het spokenparlement en vliegt weg. Tante Sidonia betovert haar stoel en gaat op zoek naar de kinderen.
Lambik blijkt verdwenen te zijn uit de dierentuin en als ze ’s nachts terugkomt bij de Schelde ziet ze dat de boot verdwenen is. Suske en Wiske zitten op de boot en zien grote kisten met corned beef; ze vallen in slaap en komen aan in Dendermonde. Ze volgen de geesten naar de Grote Markt en zien dat de geesten in de kelder van het Stadhuis zijn gekomen; de kinderen  veranderen zichzelf in muizen maar worden door het ongeldig verklaren van de toverspreuk van de zwarte madam weer normaal. Dus zijn ze weer gevangen, en de zwarte madam vliegt met de kinderen op haar bezemsteel hoog de lucht in en laat hen te pletter vallen,  waarna ze snel terugkeert naar het stadhuis waar het spokenparlement bijeengekomen is. Ze vertelt dat het land in chaos is door de diefstal van het goud en wil dat de spoken haar kiezen om meer kanonnen dan boter te bezorgen aan het volk. De wolk komt ook aan en vertelt dat hij zich ook verkiesbaar stelt: het wolkje blijkt Sus Antigoon te zijn. De spoken vinden dat de mensheid het zichzelf al moeilijk genoeg maakt met de atoombommen. Dan blijkt Sus Antigoon de kinderen gered te hebben tijdens hun val. De zwarte madam, Kludde en Lange Wapper vragen en krijgen vergiffenis en de spoken verlaten het stadhuis.
Bij de Schelde zien de kinderen dat een kermisklant de gezonken boot gevonden heeft en de man vlucht weg als hij een kist met een duikerpak ontdekt, waaruit een sprekende aap ontsnapt. De pakjes met "corned beef" blijken eigenlijk vol te zitten met het goud, en Lambik zit in het apenpak. De vrienden laden het op een wagen en rijden naar Brussel om het af te leveren bij de Nationale Bank.

## Achtergronden bij het verhaal
- Twee Vlaamse folklorefiguren duiken in dit album op: de Antwerpse kwelgeest Lange Wapper en de Dendermondse watergeest Kludde.
- De Zwarte Madam is geen folkloristisch personage, maar een creatie van Vandersteen zelf.
- Kludde, Lange Wapper en de Zwarte Madam keerden later terug in albums als Amoris van Amoras, De verdwenen verteller en De stuivende stad.
- De Belforten staan op de Werelderfgoedlijst van UNESCO, de Grote Markt van Brussel ook.
- In tegenstelling tot de meeste andere verhalen die in eerste instantie in de ongekleurde reeks verschenen, is dit verhaal bij de heruitgave in de Vierkleurenreeks niet hertekend.
- De Zwarte Madam gebruikt in de oorspronkelijke uitgave zeer veel Franse werkwoorden en uitdrukkingen; die verdwijnen grotendeels in de latere uitgaven.
- Zowel in de oorspronkelijke als in latere uitgaven spelt men corned beef steeds als "corned beaf".

## Trivia
- In aflevering 162 van Mosselen om Half Twee, getiteld 'De Zwarte Madam 3D', lazen Xander, Gilles, Dimi, William, Seppe en De Geens dit album voor[1].